# Ramal de Mar de Espanha
Der Ramal de Mar de Espanha ist eine historische Eisenbahnstrecke im Bundesstaat Minas Gerais in Brasilien.

## Geschichte
Der Ramal de Mar de Espanha wurde am 22. Februar 1911 fertiggestellt und in Betrieb genommen. Er verband die Orte São Pedro (Pequeri), an der Bahnstrecke Linha de Três Rios-Caratinga, mit dem Ort Mar de Espanha. Am 31. Oktober 1965 wurde dieser Gleisanschluss stillgelegt. 